# Godfried III van Vendôme
Godfried III van Vendôme bijgenaamd Grisegonel (overleden in 1145) was van 1102 tot aan zijn dood graaf van Vendôme. Hij behoorde tot het huis Preuilly.

## Levensloop
Godfried III was de oudste zoon van graaf Godfried II van Vendôme en Euphrosina van Nevers, dochter van graaf Fulco van Vendôme.
Omdat hij nog minderjarig was bij het overlijden van zijn vader, werd hij onder het regentschap van zijn moeder geplaatst. In 1105 werd hij volwassen verklaard en werd hij zelfstandig graaf van Vendôme. Hij vocht al snel tegen graaf Theobald IV van Blois en werd gevangengenomen. Het waren de monniken van de Abdij van la Trinité die zijn losgeld betaalden. Dit hield hem niet tegen om in 1108 een conflict te beginnen met de abdij. Omdat de monniken de onschendbaarheid van zijn kasteel hadden geschonden, nam Godfried de Bourg-Neuf in, die tot de abdij behoorde. Uiteindelijk erkende hij toch de rechten van de abdij.
In 1120 nam hij onder de banier van zijn suzerein, graaf Fulco V van Anjou, deel aan de oorlog van koning Lodewijk VI van Frankrijk tegen de Engelsen in Normandië. Tijdens de plundering van de Abdij van Almeneches nabij Alençon wist hij de relieken van de heilige Opportune en Chrodegang te redden, waarna hij ze overdroeg aan de Saint-Georgeskerk van Vendôme.
In 1133 vocht Godfried tegen heer Sulpicius II van Amboise. Hij belandde opnieuw in gevangenschap en werd pas na een jaar vrijgelaten. In 1137 vertrok hij op kruistocht naar het Heilige Land en liet hij de leiding over de regeringszaken van Vendôme over aan zijn zoon Jan I. In 1145 stierf Godfried, op de terugweg van deze kruistocht.

## Huwelijk en nakomelingen
Godfried III was gehuwd met Mathilde, dochter van burggraaf Hugo III van Châteaudun. Ze kregen volgende kinderen:
- Jan I (1110-1182), graaf van Vendôme
- Godfried (1111-1136)